# Arichanna deminuta
Arichanna deminuta är en fjärilsart som beskrevs av Inoue 1956. Arichanna deminuta ingår i släktet Arichanna och familjen mätare. Inga underarter finns listade i Catalogue of Life.